# Мадонна. Я хочу открыть вам свои секреты
«Мадонна. Я хочу открыть вам свои секреты» (англ. I’m Going to Tell You a Secret) — американский документальный фильм, рассказывающий о жизни певицы Мадонны во время её мирового турне Re-Invention World Tour в 2004 году.
Премьера состоялась 21 октября 2005 на канале MTV.
Фильм был выпущен компанией Warner Bros. Records в формате CD+DVD 20 июня 2006.
CD альбом включал наиболее яркие выступления, записанные в рамках тура в Париже; DVD включал документальный фильм и дополнительные материалы.
Всего было продано свыше 1 миллиона копий альбома, а также он выиграл премию «Грэмми» в 2007 году в категории «Лучшее долгоиграющее музыкальное видео».

## История создания
Документальный фильм был снят на основе мирового турне Мадонны Re-Invention World Tour, во время которого она посетила Северную Америку и Европу, продолжавшегося с 24 мая по 14 сентября 2004 года.
Режиссёром фильма был Юнас Окерлунд, прошлые работы которого включали музыкальные видеоклипы, рекламные ролики, а также фильм «Высший пилотаж».
Картина может рассматриваться как продолжение фильма «Truth or Dare», также известного как «В постели с Мадонной», выпущенный четырнадцатью годами ранее в 1991.
В обеих лентах закулисная жизнь певицы снята в черно-белых тонах, в то время как живые выступления сняты в цвете.
Некоммерческая премьера фильма состоялась на канале MTV 21 октября 2005 в США, который не поступал в открытую продажу вплоть до 20 июня 2006 года.
Первоначально картина имела название The Re-Invented Process с отсылкой к названию тура на основании которого она была снята, а также сотрудничеству со Стивеном Кляйном и выставке X-STaTIC PRO=CeSS.
Изображения с выставки были использованы в начальных титрах фильма.

## Документальный фильм
Документальный фильм начинается с событий происходивших до начала тура, таких как подбор танцоров, репетиции и премьера, и продолжает повествовать о жизни Мадонны вплоть до финала турне.
Фильм также демонстрирует жизнь после тура, а именно посещение Мадонной Израиля в конце 2004 года.
Кинолента получила смешанные отзывы критиков. В частности, Барри Уолтерс из журнала Rolling Stone заметил, что в фильме «нет того соблазнительного обаяния дивы, что было в «Truth or Dare».
Вместо этого, более земная Мадонна изо всех сил пытается стать более искренней и менее уверенной в кадре».
Кэтрин Флетт из газеты The Observer отмечает, насколько поразительно наблюдать ту эмоциональную грань в характере Мадонны, что разделяет её «трудовые будни в качестве главы Madonna Inc.» и «те крохотные проблески откровения в отношениях с Гаем Ричи, в которых порой она проявляет себя так по-девчачьи и чуть-чуть неуверенно, как бывает у всех нас».
Фильм был выпущен в формате CD+DVD и содержал концертный альбом и документальный фильм.
Выпуск состоялся 20 июня 2006 компаниями Warner Bros. Records и Warner Music Vision. В России фильм был показан Первым каналом телевидения 16 августа 2008 года, в день 50-летия певицы.